# Чикаматана, Эйлин
Эйлин Чикаматана (англ. Eileen Floanna Maria Cikamatana, род. 18 сентября 1999 года) — австралийская тяжелоатлетка. Призёр чемпионатов мира 2022, 2023 и 2024 годов, чемпионка Игр Содружества 2022 года.

## Карьера
На Играх Содружества в Бирмингеме в 2022 году австралийка в весовой категории до 87 кг стала победительницей с результатом 255 кг и рекордом Игр.  
В 2022 году на мировом первенстве в Боготе, Эйлин завоевала серебряную медаль в весовой категории до 87 кг с результатом 249 кг по сумме двоеборья. В упражнениях ей достались две малые бронзовые медали. 
В Саудовской Аравии, где состоялся Чемпионат мира по тяжёлой атлетике 2023 года, Чикаматана в категории до 81 кг завоевала бронзовую медаль чемпионата мира с результатом 256 кг по сумме двух упражнений. Малая бронзовая медаль в толчке также досталась ей.
На чемпионате мира 2024 года, который состоялся в Бахрейне, австралийская спортсменка завоевала серебряную медаль в категории до 87 кг с результатом 257 кг по сумме двух упражнений. В упражнении толчок она также завоевала малу серебряную медаль, а в рывке малую бронзовую.

## Спортивные результаты
| Год  | Соревнование     | Место проведения | Весовая категория | Рывок  | Толчок | Сумма двоеборья | Место |
| 2022 | Игры Содружества | Бирмингем        | до 87 кг          | 110 кг | 145 кг | 255 кг          | 1     |
| 2022 | Чемпионат мира   | Богота           | до 87 кг          | 109 кг | 140 кг | 249 кг          | 2     |
| 2023 | Чемпионат мира   | Эр-Рияд          | до 81 кг          | 110 кг | 146 кг | 256 кг          | 3     |
| 2024 | Чемпионат мира   | Манама           | до 87 кг          | 113 кг | 144 кг | 257 кг          | 2     |